# 安氏石斑魚
安氏石斑魚，為輻鰭魚綱鱸形目鱸亞目鮨科的其中一種，分布於南非至莫三比克海域，棲息深度可達50公尺，體長可達87公分，棲息在珊瑚礁、岩礁區，為底棲性魚類，屬肉食性，以魚類、甲殼類等為食，可做為食用魚及遊釣魚。

## 擴展閱讀
維基物種上的相關：安氏石斑魚